# Atika bint Schuhda

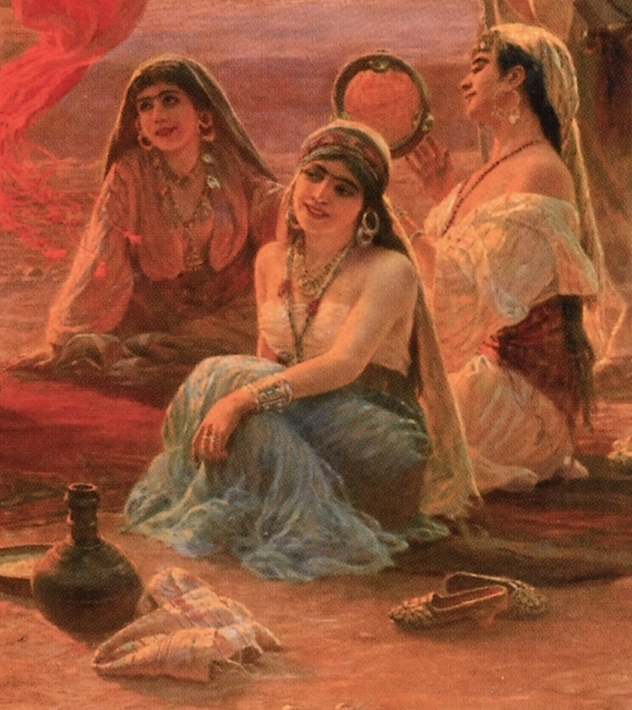
Sängersklavinnen (Symbolbild), von Otto Pilny (1866–1936)

Atika bint Shuhda, arabisch عاتكة بنت شُهدة, geb. in Medina, war eine im 8. Jahrhundert lebende arabische Sängersklavin (Qaina), Musikerin, Komponistin, Sängerin und Dichterin.

## Leben
Sie wurde in Medina geboren, ließ sich jedoch im irakischen Basra nieder. Sie war die Tochter von Schuhda, einer professionellen Sängerin und Klagefrau aus Mekka, die selbst als Sängersklavin beim Umayyaden-Kalifen al-Walid II. (reg. 743–744) gedient hatte. Atika wurde besonders für ihre Fähigkeiten als Lautenspielerin bekannt und wurde von Ishaq al-Mausili (gest. 850) als die erfahrenste Oud-Spielerin bezeichnet, die er je gehört hatte. Bekannt wurde sie ebenso für die Vertonung von Texten von Umar ibn Abi Rabi'ah. Atika fungierte außerdem als Lehrerin für andere Sängersklavinnen und wurde als Lehrerin der bekannten Musiker Ishaq al-Mausili und Muhariq ibn Yahya bekannt.

## Wissenswertes
Anders als andere Namen, die ausschließlich von versklavten Frauen getragen wurden, wurde der Name Atika ebenso von freien Frauen getragen.